# Ermessenda d'Astúries
Ermessenda d'Astúries (Astúries, s. VIII) va ser una noble de l'incipient regne d'Astúries, filla del cabdill Pelai. Va esdevenir reina d'Astúries després de la mort del seu germà Fàfila, que va suposar l'ascens del seu marit, Alfons I d'Astúries, al tron.

## Historicitat
La seva existència no està documentada, tot i que es considera fefaent que va existir, atès que se la cita àmpliament per part de tots els cronistes, a més d'algun fals documental. No obstant això, el seu nom pot aparèixer amb diverses variants com Bermissinda, Ermessinda, Hermessenda, Ormissinda o Orissinda.

## Biografia

### Orígens familiars
En general se la considera un dels dos descendents fills del cabdill Pelai. La banda materna és dubtosa, atès que la suposada mare hauria estat Gaudiosa, de la qual se'n té testimoni a través de la Crònica d'Alfons III. Era, per tant, també germana del Fàfila, successor de Pelai.

### Matrimoni
Per iniciativa del seu pare, segons la Crònica Albeldense, es va casar amb el futur Alfons I d'Astúries, a qui els cronistes fan fill de Pere, duc de Cantàbria, considerat tradicionalment un altre líder de la resistència cristiana a la zona de Cantàbria, i s'hauria unit posteriorment a Pelai a Astúries amb els seus fills, utilitzant el matrimoni com a forma d'unió o aliança.
D'acord amb les cròniques, el matrimoni s'hauria concertat Pelagio praecipiente, és a dir, per desig personal i exprés de Pelai, cosa que s'interpretaria que el seu pare la veia com una peça clau per transmetre el poder a qui ell li convenia. En canvi, la visió o teoria de la unió dels focus de resistència ha estat criticada, així com el fet d'atorgar només el prestigi a Alfons I, que probablement va veure el matrimoni amb Ermessenda com una opció militar, alhora que esdevenia una unió entre el grup d'asturs i càntabres.
El matrimoni va tenir tres fills:
- Fruela (ca. 722-768), successor d'Alfons I.
- Vimara (m. 767), assassinat pel seu germà.
- Adossenda (m. ca. 785), casada amb Silo.

L'assassinat de Vimarà fou, segons la Crònica Albeldense, que ambdós germans es van disputar el poder polític com a fills d'Ermessenda i germans d'Adossenda, figura central dels regnats posteriors, a través de la qual el seu marit Silo va esdevenir rei.

### Reina
És d'esment que a la mort de Fàfila no el van succeir els seus fills, sinó Alfons I, espòs d'Ermessenda. Segons Arsenio Dacosta, el sistema pel qual s'hauria regit la successió a Astúries s'hauria basat en el principi de familiaritat, però també en el principi de força o autoritat suficient com per exercir-lo. Segons el mateix autor el tàndem format per Ermessenda i Alfons haurien complert ambdues condicions. En tot cas això demostraria l'existència de drets per part de les dones, del vigor que encara tenia la matrilinealitat en la societat astur i que, segons alguns autors, demostraria l'ascendència astur de la dinastia astur. Tanmateix, Juan Ignacio de la Peña indica que aquesta teoria també ha estat criticada de manera raonada i no sembla poder-se sostenir. Ambdós coincideixen que a través del matrimoni Ermessenda va transmetre el seus drets successoris al seu marit, atès que els fills de Fàfila haurien estat massa joves. A més, val a dir que Alfons havia estat integrat com un membre més de la família i va lluitar colze a colze amb el seu sogre en campanyes militars.
A banda de la transmissió del poder, de la documentació no es desprèn que Ermessenda jugués un paper important en el govern del regne, com en canvi sí que ho estarà, en l'àmbit religiós, la seva filla Adossenda.

### Mort
Es desconeix la data de la seva mort, si bé la mort d'Alfons I està datada vers el 757. Per la seva banda, les interpolacions del segle xii de la Crònica d'Alfons III diu que ella i el seu marit van ser enterrats al monestir de Santa Maria, al territori de Cangues d'Onís, que ha estat identificat amb el santuari de Santa Maria de Covadonga.